# Варицький Ігор Костянтинович
Ігор Костянтинович Варицький (рос. Игорь Константинович Варицкий; 25 квітня 1971, м. Златоуст, СРСР) — радянський/російський хокеїст, нападник. Заслужений майстер спорту Росії (1993).
Вихованець хокейних шкіл «Таганай» (тренер Д.І. Канайкін) і ДЮСШОР «Трактор» (тренер В.М. Пономарьов). Виступав за: «Металург» (Челябінськ), «Трактор» (Челябінськ), «Кассель Гаскіс», «Ганновер Скорпіонс», «Металург» (Магнітогорськ), ХК «Вітковіце», «Сєвєрсталь» (Череповець), «Мечел» (Челябінськ), «Салават Юлаєв» (Уфа), «Автомобіліст» (Єкатеринбург).
У складі національної збірної Росії учасник зимових Олімпійських ігор 1994 (8 матчів, 1+1), учасник чемпіонату світу 1993 (8 матчів, 0+0).
Досягнення
- Чемпіон світу (1993)
- Бронзовий призер чемпіонату МХЛ (1994)
- Срібний призер чемпіонату Росії (1998)
- Бронзовий призер Кубка МХЛ (1993, 1994)
- Срібний призер чемпіонату Європи серед юніорів (1986).